# منتخب إيطاليا تحت 18 سنة لكرة القدم
منتخب إيطاليا لكرة القدم (بالإيطالية: Italy national under-18 football team)‏ أو الأتزوريني (بالإيطالية:  Azzurrini)‏ هو ممثل إيطاليا الرسمي في رياضة كرة القدم لتحت 18 سنة، وتقع إدارته على عاتق الاتحاد الإيطالي لكرة القدم الذي تأسس في 1898 و انضم إلى الاتحاد الدولي لكرة القدم في عام 1905.

## وصلات خارجية
- الاتحاد الإيطالي (موقع رسمي من أجل أخبار المنتخب)